# Бережки (Ленінградська область)
Бережки (рос. Бережки) — присілок у Волховському районі Ленінградської області Російської Федерації.
Населення становить 1024 особи. Належить до муніципального утворення Бережковське сільське поселення.

## Історія
Згідно із законом № 56-оз від 6 вересня 2004 року належить до муніципального утворення Бережковське сільське поселення.

## Населення
| 1838  | 1862 | 1885 | 1990  | 1997  | 2007  | 2010  |
| ----- | ---- | ---- | ----- | ----- | ----- | ----- |
| 34    | ↗45  | ↗86  | ↗1221 | ↗1300 | ↘1136 | ↘1065 |
| 2017  |      |      |       |       |       |       |
| ↘1024 |      |      |       |       |       |       |